# Kalanchoe velutina

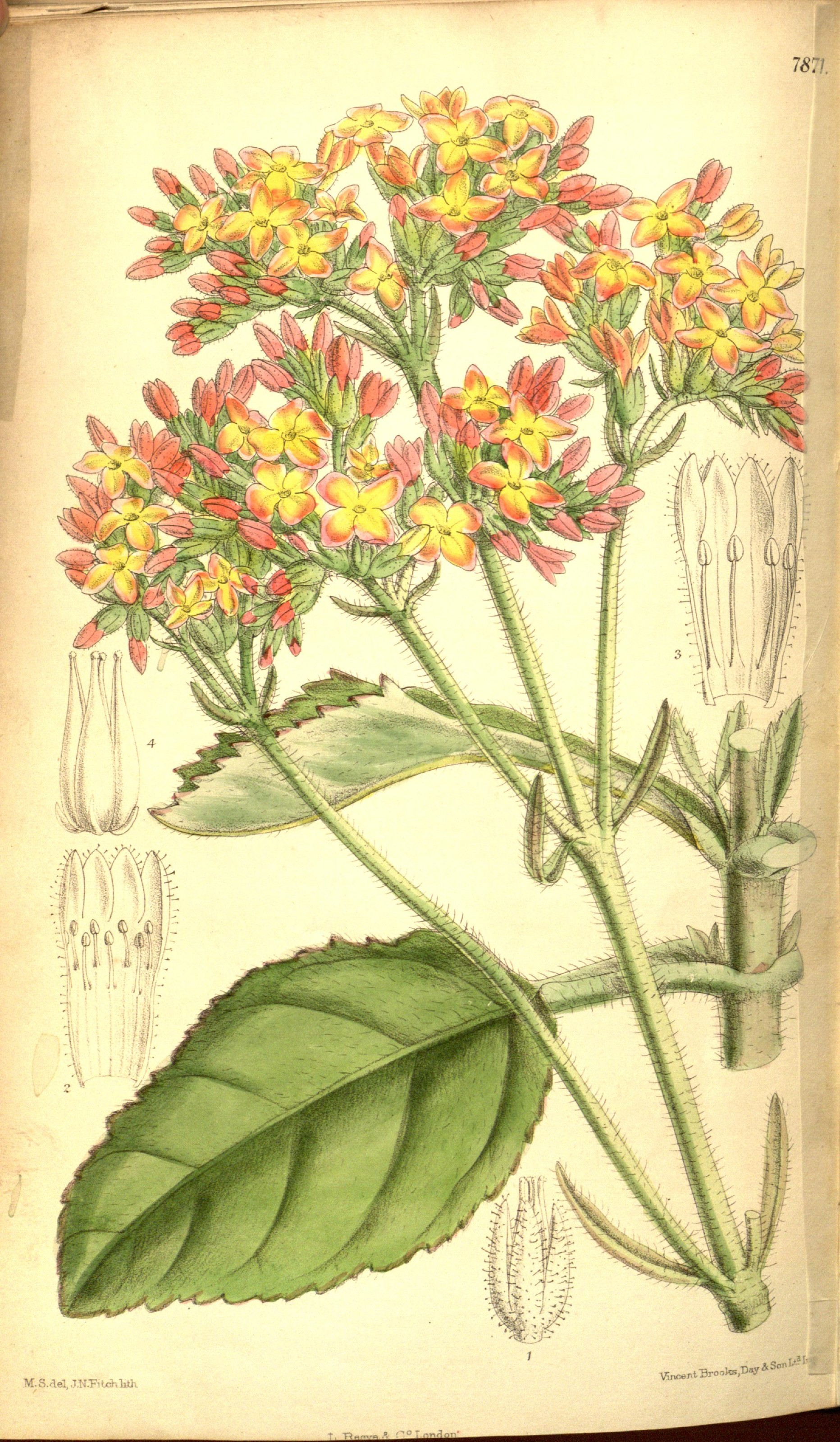
Kalanchoe velutina

Kalanchoe velutina és una espècie de planta suculenta del gènere Kalanchoe, de la família de les Crassulaceae.

## Descripció
Planta perenne, d'1 m d'alçada, completament revestida de pèls blancs o ferruginosos pubescents fins a 0,5 mm de llargada, rarament glabra.
Les tiges són erectes, teretes a subquadrangulars i de color marró fosc a baix, subteretes i de color marró vermellós a ferruginós a dalt.
Les fulles són peciolades, gruixudes, carnoses, erectes fins a estendre's; pecíol d'1 a 3 cm; forma variable de la làmina, lineals, lanceolades, oblongues, espatulades a suborbiculars, de 1,5 a 11 cm de llarg i de 0,7 a 3,5 cm d'ample, punta obtusa a arrodonida, base atenuada, marges sencers o irregularment crenats-serrats.
Inflorescència amb cimes corimbiformes de 8,5 a 10 cm d'ample i de 6 a 15 cm d'alt, pedicels de 4,5 a 10 mm.
Les flors són erectes, de color groc, groc ataronjat a marró vermellós, densament híspides; calze carnós; tub de 1,7 a 3 mm; sèpals triangulars, cuspidats aguts, d'1 a 2,5 mm de llarg i d'uns 1,5 mm d'ample; corol·la arrodonida a la base, després 4 -angulada i atenuada; tub de 11 a 20 mm; pètals ovats a obovats o arrodonits, obtusament cuspidats, de 3 a 7,5 mm de llarg i de 1,8 a 5,5 mm d'ample, estams inserits a la part superior del tub de la corol·la, estams superiors sobresortints.

## Distribució
Planta endèmica d'Angola i Zimbàbue.

## Taxonomia
Kalanchoe velutina va ser descrita per Friedrich Martin Welwitsch i publicada per James Britten a Flora of Tropical Africa 2: 396. 1871.

### Etimologia
Kalanchoe: nom genèric que deriva de la paraula cantonesa "Kalan Chauhuy", 伽藍菜 que significa 'allò que cau i creix'.
velutina: epítet llatí que vol dir 'vellutat'.

### Sinonímia
- Kalanchoe angolensis N.E. Br.
- Kalanchoe coccinea var. subsessilis Britten
- Kalanchoe cuisini Durand & Wild.
- Kalanchoe kirkii N.E. Br.
- Kalanchoe lateritia Engl.